# Edminas Bagdonas
Edminas Bagdonas (23 de outubro de 1963 - 22 de maio de 2021) foi um político e diplomata lituano. Ele foi o Embaixador da Lituânia nos Emirados Árabes Unidos
Bagdonas morreu em Vilnius em 22 de maio de 2021, aos 57 anos.